# Gynoplistia (Gynoplistia) heighwayi
Gynoplistia (Gynoplistia) heighwayi is een tweevleugelige uit de familie steltmuggen (Limoniidae). De soort komt voor in het Australaziatisch gebied.